# Wat een vrouw
Wat een vrouw is een nummer van de Nederlandse band De Dijk uit 1989. Het is de derde en laatste single van hun vijfde studioalbum Niemand in de stad.
Het nummer werd een klein hitje in Nederland, waar het de 3e positie behaalde in de Tipparade. 

## What a Woman
In 2010 verscheen een Engelstalige versie van het nummer, getiteld "What a Woman". Dit in samenwerking met Solomon Burke voor het album Hold On Tight, waarop allemaal Engelse vertalingen van De Dijk-nummers staan. Jools Holland speelt piano op "What a Woman". Het nummer bereikte in Nederland de 4e positie in de Tipparade, waarmee het net een plekje lager kwam dan de oorspronkelijke Nederlandstalige versie uit 1989.